# Martin Luther King III

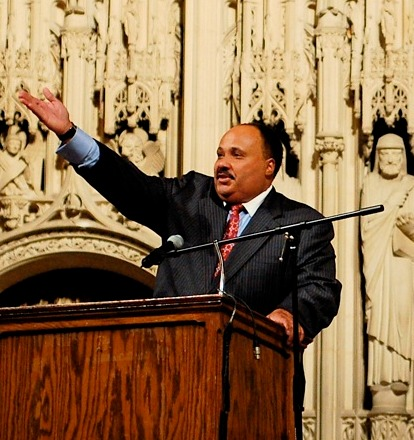
Martin Luther King III

Martin Luther King III, född 23 oktober 1957 i Montgomery, Alabama, är en amerikansk politisk aktivist.
Han är son till Martin Luther King Jr och Coretta Scott King samt bror till Yolanda King som var det förstfödda av syskonen.
Han har bland annat varit ledare för Southern Christian Leadership Conference.